# Барбарано Романо
Барбара̀но Рома̀но (на италиански: Barbarano Romano) е село и община в Централна Италия, провинция Витербо, регион Лацио. Разположено е на 340 m надморска височина. Населението на общината е 1110 души (към 2010 г.).